# Metropolregion Valdosta
Die Metropolregion Valdosta (engl.: Valdosta metropolitan area) ist eine Metropolregion im Süden des US-Bundesstaates Georgia. Sie stellt eine durch das Office of Management and Budget definierte Metropolitan Statistical Area (MSA) dar und umfasst die Countys Brooks, Echols, Lanier und Lowndes. Den Mittelpunkt des Verdichtungsgebietes stellt die Stadt Valdosta dar.
Zum Zeitpunkt der Volkszählung von 2020 hatte das Gebiet 148.126 Einwohner.